# Castillo de Chirel
El castillo de Chirel es una fortaleza situada en el municipio valenciano de Cortes de Pallás.
El castillo está protegido bajo la declaración de Bien de Interés Cultural con código 46.19.099-004 y anotación ministerial R-I-51-0010804 de fecha 16 de junio de 2002. A pesar de ello, está incluido en la Lista roja de patrimonio en peligro que realiza la asociación Hispania Nostra.

## Descripción
Está construido sobre una pequeña elevación llamada muela del Cinto del Castillo. El castillo está edificado adaptándose totalmente a la orografía del terreno, que es muy peñascoso y flanqueado por gargantas, presentando así una planta triangular y una excelente situación para su defensa.
El acceso al castillo era complejo ya que se debía salvar un paso elevado de aproximadamente un metro con un arco que en su parte exterior era apuntado, pero en la parte interior era de medio punto, que daba a un vestíbulo que en un lateral conectaba con el pasillo existente entre la doble muralla. Este tipo de entrada se repetía para acceder a la torre de vigilancia. El castillo tenía una finalidad defensiva, lo cual queda de manifiesto tanto en la técnica constructiva como en elementos tales como saeteras, pretiles y aspilleras, o la existencia de uno de sus lados de un foso. Además existen dos torreones en los extremos oriental y occidental que completaban la defensa del recinto. Uno de ellos tiene planta trapezoidal y varios niveles de altura, aunque en la actualidad está derruido por dentro. El otro era de planta cuadrada y posee aun dos niveles, el primero conserva todavía su bóveda de cañón fabricada siguiendo la técnica del ladrillo a rosca, mientras que el segundo nivel ha perdido la techumbre.
Pese a la ruina, todavía se observa el doble recinto amurallado, el aljibe y la torre mayor.

## Historia
Dado que el castillo tuvo su importancia durante la revuelta de Al-Azraq, puede afirmarse que su origen es árabe, siendo posteriormente mejorado con la llegada de los cristianos a la zona. Se menciona en 1349 en una orden sobre el abastecimiento de alimentos a ciertas fortalezas. Por las técnicas constructivas y los materiales empleados para la edificación del mismo, tales como sillares en las puertas de entrada o escudos y dovelas, se puede considerar plausible que durante el siglo XV se llevaran a cabo las primeras reconstrucciones del castillo de Chirel.
La historia de la zona, en la que se vivió la persistencia de los moriscos a residir en ella, tanto tras la conquista como tras la orden de su expulsión en 1609, dio lugar a conflictos armados tanto contra las tropas reales, como con los pobladores cristianos que se veían acosados y amenazados por los moriscos, lo cual repercutía negativamente en el comercio existente en ese momento en la zona. Pese a ello las tropas gubernamentales utilizaron el castillo como centro de las operaciones en las acciones contra las guerrillas de los moriscos sublevados en la Muela de Cortes, cosa que permitió dar por finalizado el conflicto en menos de un año. El final del conflicto provocó el inicio de la decadencia del castillo (como también le sucedió a otros castillos cercanos), al perder importancia su ubicación, lo que junto a la escasez de población en ese territorio llevó a su abandono y con ello a su ruina.